# George Englund
George Englund (Washington, 1926. június 22. – Los Angeles, Kalifornia, 2017. szeptember 14.) amerikai filmrendező, producer, forgatókönyvíró.

## Élete
Fia George Englund Jr (1957) zeneszerző, producer, gyártásvezető, zenei rendező.

## Filmjei
Filmrendező és producer
- The Eddie Fisher Show (1958, tv-sorozat, négy epizód)
- The World, the Flesh and the Devil (1959, csak producer)
- A csúnya amerikai (The Ugly American) (1963)
- Útjelző tábla a gyilkossághoz (Signpost to Murder) (1964, csak rendező)
- Gyémántvadászok (The Mercenaries) (1968, csak producer)
- A halász cipője (The Shoes of the Fisherman) (1968, csak producer)
- Zachariah (1971)
- Snow Job (1972, csak rendező)
- See How She Runs (1978, tv-film, csak, producer)
- A Christmas to Remember (1978, tv-film)
- The Streets of L.A. (1979, tv-film, csak producer)
- My Strange Uncle (1981, dokumentum-rövidfilm)
- Dixie: Változó szokások (Dixie: Changing Habits) (1983, tv-film)
- Két legyet egy csapásra (The Vegas Strip War) (1984, tv-film. író is)
- Terrorist on Trial: The United States vs. Salim Ajami (1988, tv-film, csak producer)